# 미즈키 마사토
미즈키 마사토(일본어: 水木 将人, 1991년 11월 3일 ~ )는 일본의 전 축구 선수이다.

## 구단 경력
후지에다 MYFC에서 활동하였다.